# ドン・ルイス1世橋

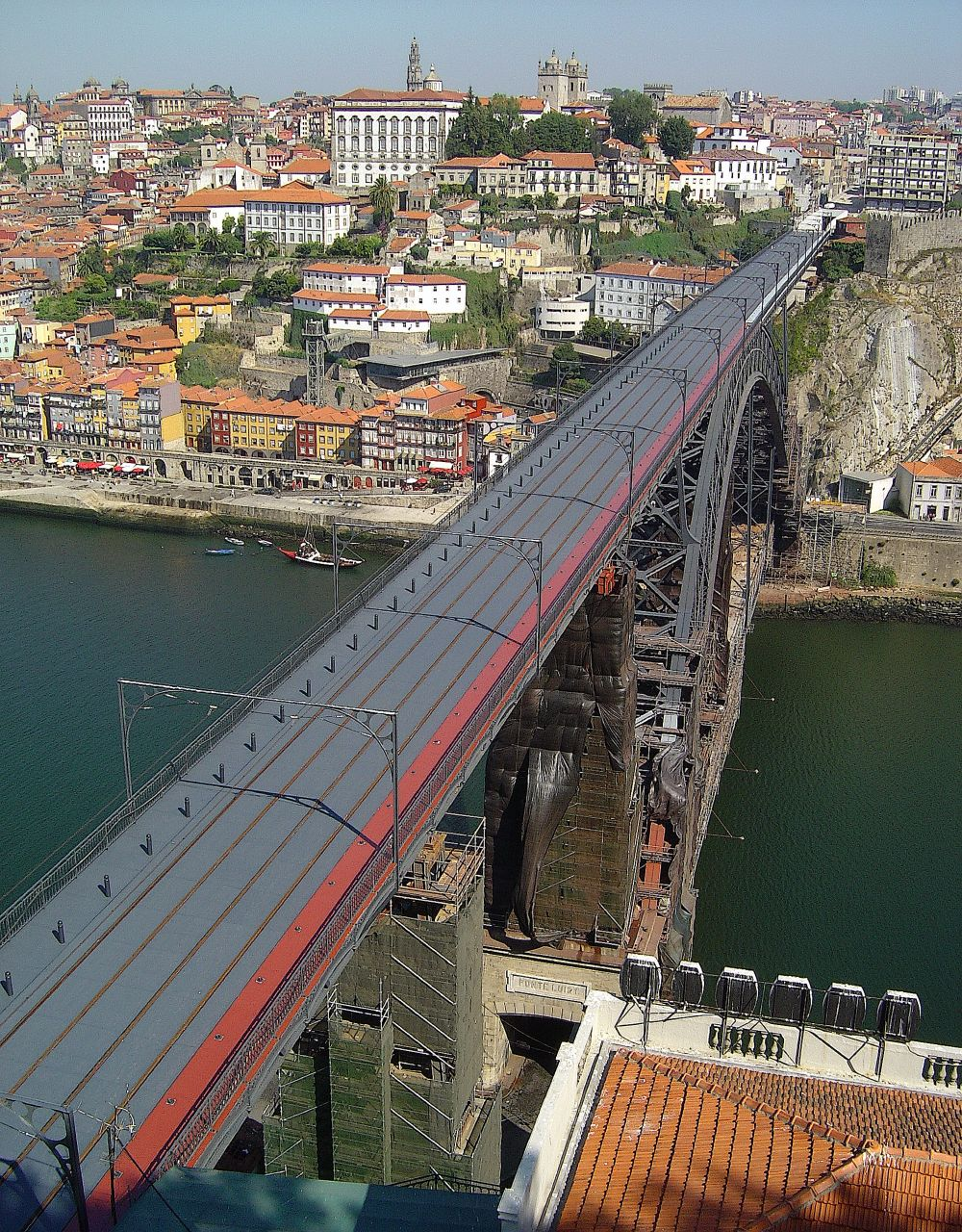
ドン・ルイス1世橋の上層の様子

ドン・ルイス1世橋（ポルトガル語：Ponte Dom Luís I）はポルトガルのポルトにある道路・鉄道併用橋で、ドウロ川に架かっている。世界遺産「ポルト歴史地区」に含まれ、2016年からは「ポルト歴史地区、ルイス1世橋およびセラ・ド・ピラール修道院」として、登録名にも明記された。
ポルトの中心部とヴィラ・ノヴァ・デ・ガイア地区を結んでいる。
ギュスターヴ・エッフェルの弟子の一人、テオフィロ・セイリグが設計し、1881年から1886年の間に建設された。エッフェルはポルトにある別の橋、マリア・ピア橋の建設に携わっていた。1886年10月31日、ポルトガル王ルイス1世が出席して開通式を迎えた。
ドン・ルイス1世橋は幅8mの2階建て構造になっている。上層の長さは395mで、下層の長さは174mである。現在上層は歩行者とメトロ用に、下層は自動車と歩行者用になっている。メトロは橋を挟んでポルトで最も大きい病院の一つ、サン・ジョアン病院（Hospital de São João）とヴィラ・ノヴァ・デ・ガイアの役所を結んでいる。同区間のメトロは2005年9月に開業したが、それ以前は上段も道路橋となっていた。橋梁の上段を転用した事によって上段の道路交通が阻害されることとなったため、メトロの建設に先立ってドウロ川上流側に別に道路橋を建設し、上段を通っていた道路交通を迂回移転させる方策を採っている。